# Eric Grosche
Eric Grosche (* 24. Januar 1989 in Dresden) ist ein deutscher Volleyballspieler.

## Karriere
Grosche lernte das Volleyballspielen beim VC Dresden. Mit der Jugend gewann er mehrere deutsche Meistertitel. Später rückte er in die Männermannschaft auf und spielte einige Spielzeiten mit Dresden in der 2. Bundesliga Süd. In der Saison 2011/12 erreichte er mit der Mannschaft den zweiten Tabellenplatz hinter GSVE Delitzsch. Da Delitzsch keine Erstligalizenz beantragt hatte, stieg der VC Dresden zum ersten Mal in die 1. Bundesliga auf. Vor Beginn der neuen Saison wurde Grosche von der Mannschaft zum neuen Kapitän gewählt. Er trat damit die Nachfolge von Sven Dörendahl an, der seine aktive Laufbahn beendet hatte und nun als Cheftrainer fungierte. 2014 beendete Grosche seine aktive Bundesliga Karriere und wechselte in die Sachsenliga zum Dresdner SC. Nachdem 2015 die Sachsenligamannschaft des Dresdner SC Abteilung Volleyball-Männer aufgelöst worden war, hing Grosche vorerst seine Volleyballschuhe an den Nagel. Nach langer Pause entschied er sich 2023, wieder am Spielbetrieb teilzunehmen, und trat dem Regionalligateam des USV TU Dresden bei. 